# Mafa (genus)
Mafa is een geslacht van wantsen uit de familie van de Tingidae (Netwantsen). Het geslacht werd voor het eerst wetenschappelijk beschreven door Hesse in 1925.

## Soorten
Het genus bevat de volgende soorten:

- Mafa lanceolata Hesse, 1925
- Mafa longa Duarte Rodrigues, 1982
- Mafa tenuicostata Duarte Rodrigues, 1982
- Mafa testacea Duarte Rodrigues, 1977
- Mafa theroni Duarte Rodrigues, 1990